# Hello, Dolly! (brano musicale)
Hello, Dolly! è una canzone scritta da Jerry Herman per il musical teatrale Hello, Dolly!.

## Storia
Fu eseguita per la prima volta in pubblico da Carol Channing, che interpretava Dolly Gallagher Levi nel cast originale di Hello, Dolly! nel 1964 a Broadway. Jerry Herman, che ne scrisse sia le parole che la musica, disse di essersi ispirato alle canzoni in voga in America negli anni '90 del XIX secolo dalla musicalità fluttuante e facilmente orecchiabile, di gusto vagamente vittoriano.
Nel dicembre del 1963 Louis Armstrong ne aveva inciso una versione più jazz, come promozione dello spettacolo. Poco dopo la prima del musical la Kapp Records pubblicò il singolo di Armstrong, che scalò subito le classifiche musicali e raggiunse la prima posizione della Billboard Hot 100, che fino a quel momento era occupata dai Beatles, inoltre arrivò in seconda posizione in Norvegia ed in ottava in Germania e Paesi Bassi. L'anno successivo vinse il Grammy Award alla canzone dell'anno e il Grammy Award for Best Vocal Performance, Male. Successivamente Armstrong eseguì il brano insieme a Barbra Streisand nel film omonimo del 1969.
La canzone, anche nell'incisione di molti altri artisti, ebbe subito un successo straordinario.
Fu anche cantata, sempre da Carol Channing, con il testo parzialmente modificato nella versione Hello, Lyndon!, per sostenere la campagna presidenziale del candidato democratico Lyndon B. Johnson.

## Cover
- Carol Channing (1964)
- Petula Clark (1964) in inglese, francese e spagnolo
- Bobby Darin (1964)
- Duke Ellington (1964)
- Ella Fitzgerald (1964)
- Judy Garland (1964, insieme con Liza Minnelli)
- Liza Minnelli (1964, insieme con Judy Garland)
- Marvin Gaye (1964)
- Benny Goodman (1964)
- Al Hirt (1964)
- Joni James (1964)
- Frank Sinatra (1964) per il suo album It Might As Well Be Swing
- Frankie Vaughan (1964)
- Lawrence Welk (1964)
- Andy Williams (1964)
- Libertad Lamarque (1964)
- Alvin and the Chipmunks (1965)
- Sammy Davis Jr. (1965)
- Mary Martin (1965)
- The Bachelors (1966)
- Pearl Bailey (1967)
- Violetta Villas (1968)
- Matt Monro (1968)
- Pinky and Perky (1968)
- Barbra Streisand (1969)
- Ethel Merman (1970)
- Annie Cordy (1972)
- Lou Rawls (1979)
- Cab Calloway (1991)
- Wayne Newton (1992)
- Silvia Pinal (1996)
- Nancy Wilson (2001)
- Harry Connick Jr. (2007)
- Zooey Deschanel (2007)
- Daniel Sax, Nicola Bonsignore e Salvatore Amato (2016), versione strumentale, per l'album Dance Party